# Băile Tușnad
Băile Tușnad (en húngaro: Tusnádfürdő) es una ciudad de Rumania en el distrito de Harghita.

## Geografía
Se encuentra a una altitud de 664 m s. n. m. a 233 km de la capital, Bucarest.

## Demografía
Según estimación 2012 contaba con una población de 1 903 habitantes. La mayoría es de origen húngaro.
| 1948 | 1956 | 1966 | 1977  | 1992  | 2002  | 2012  |
| s/d  | s/d  | s/d  | 1 880 | 1 969 | 1 728 | 1 903 |